# بايزيدآباد (مقاطعة ديواندرة)
بايزيدآباد (بالفارسية: بایزیدآباد) هي قرية تقع في قسم اوباتو (مقاطعة ديواندرة) في إيران. يقدر عدد سكانها بـ 246 نسمة .